# 池上洵一
池上 洵一（いけがみ じゅんいち、1937年9月15日 - ）は、日本の国文学者。神戸大学名誉教授。

## 略歴
岡山県津山市生まれ。1960年、神戸大学文学部卒業。1966年東京大学大学院博士課程単位修得中退。
同年熊本大学に勤務、1973年静岡女子大学助教授、のち神戸大学文学部教授に就任。2001年同大学を退官し名誉教授となる。2002年に「説話と記録の研究」で東京大学より文学博士の学位を取得。
永積安明の研究を継ぎ、『今昔物語集』『三国伝記』を専門とする。校訂、著作が多数あり、著作集が刊行されている。

## 著書
- 『『今昔物語集』の世界 中世のあけぼの』（筑摩書房） 1983.8、のち新版 以文社、以文叢書 1999.3
- 『修験の道 『三国伝記』の世界』（以文社、以文叢書） 1999.3
- 『今昔物語集の研究』（和泉書院、池上洵一著作集1） 2001.1
- 『説話と記録の研究』（和泉書院、池上洵一著作集2） 2001.1
- 『今昔・三国伝記の世界』（和泉書院、池上洵一著作集3） 2008.5
- 『説話とその周辺』（和泉書院、池上洵一著作集4） 2008.5

## 共編著
- 『説話文学の世界』（藤本徳明共編、世界思想社） 1987.11
- 『島原松平文庫蔵古事談抜書の研究』（和泉書院） 1988.12
- 『今昔物語集』（国書刊行会、日本文学研究大成） 1990.11
- 『説話と説話集』（和泉書院、研究叢書） 2001.5

## 校訂・訳註
- 『今昔物語集 本朝部』1 - 6（永積安明共訳註、平凡社東洋文庫） 1966 - 1968
- 『三国伝記 玄棟』上・下（校註、三弥井書店、中世の文学） 1976 - 1982
- 『日本霊異記 景戒』（創英社、全対訳日本古典新書） 1978.12
- 『今昔物語集 天竺部 (7・8)』（平凡社東洋文庫） 1979 - 1980
- 『今昔物語集 震旦部 (9・10)』（平凡社東洋文庫） 1980
- 『今昔物語集3』（岩波書店、新日本古典文学大系35） 1993 - 1994
- 『中外抄 / 富家語』（藤原忠実、山根對助と校注、岩波書店、新日本古典文学大系32） 1997
- 『今昔物語集 本朝部』上・中・下（岩波文庫） 2001
- 『今昔物語集 天竺・震旦部』（岩波文庫） 2001